# The Sentinel
För andra betydelser, se The Sentinel (olika betydelser).
The Sentinel är en lokaltidning i Stoke-on-Trent, Storbritannien, baserad i Sentinel House, Etruria. Den ägs av tidningsgruppen Reach. Tidningen trycks sedan 2009 från måndag till lördag som en morgontidning i tabloidformat.